# St. Peter (Bade-Wurtemberg)
Pour les articles homonymes, voir Sankt Peter.
St. Peter (St-Pierre) est une commune et station climatique de Bade-Wurtemberg (Allemagne), située dans l'arrondissement de Brisgau-Haute-Forêt-Noire, dans le district de Fribourg-en-Brisgau, au cœur de la Forêt-Noire.

## Géographie

### Relief
Le territoire communal s'étend entre 495 m et 1 224 m d'altitude sur le flanc sud du Kandel et se trouve dans le parc naturel de la Forêt-Noire méridionale.

### Protection de la nature
Presque toute la superficie de la commune est classée zone de protection du paysage (Landschaftsschutzgebiet), ce qui correspond une aire protégée catégorie V de l'UICN. La zone de protection spéciale des oiseaux Mittlerer Schwarzwald s'étend à une moindre partie du territoire communal.
En 2010 la commune devient le seizième „Village bioénergétique“ de Bade-Wurtemberg, distinguée par le Ministre de l'Économie de Bade-Wurtemberg Ernst Pfister. Une coopérative citoyenne d'énergie a été créée pour développer les infrastructures locales de production d'énergie. Environ 9 500 MWh de chaleur et 1 500 MWh d'électricité sont produits chaque année à partir du bois dans une centrale de chauffage. Plus de trois cents bâtiments sont raccordés au réseau de chauffage urbain .

### Transports
St. Peter est desservi par trois lignes régulières de bus:
- La ligne 7205 relie St. Peter via Glottertal à la gare de Denzlingen (Rheintalbahn) toutes les heures et au sommet du Kandel jusqu'à sept fois par jour.
- La ligne 7216 relie St. Peter à la gare de Kirchzarten toutes les demi-heures et via St. Märgen à la gare de Hinterzarten toutes les heures lors des jours non fériés. (Demi-fréquence pendant les week-ends.)
- La ligne 7261 relie St. Peter via St. Märgen à la gare de Neustadt trois fois par jour du lundi au vendredi.

Le réseau de trains à grande vitesse est accessible par la gare centrale de Fribourg-en-Brisgau.
Les aéroports les plus proches sont ceux de Bâle-Mulhouse (96 km), Strasbourg (100 km), Zurich (102 km) et Karlsruhe-Baden-Baden (117 km).

## Histoire
L'abbaye bénédictine de St. Peter a été fondée en 1093 par Berthold II de Zähringen comme abbaye familiale et lieu de sépulture. Au fil du temps le village se développe autour d'elle.
Au cours de la guerre de Trente Ans, vers la fin de la bataille de Fribourg, le 10 août 1644 Turenne, Rosen, Condé et leurs forces se battent à St. Peter contre des troupes impériales et bavaroises sous les ordres de Franz von Mercy et Jean de Werth,.

## Galerie

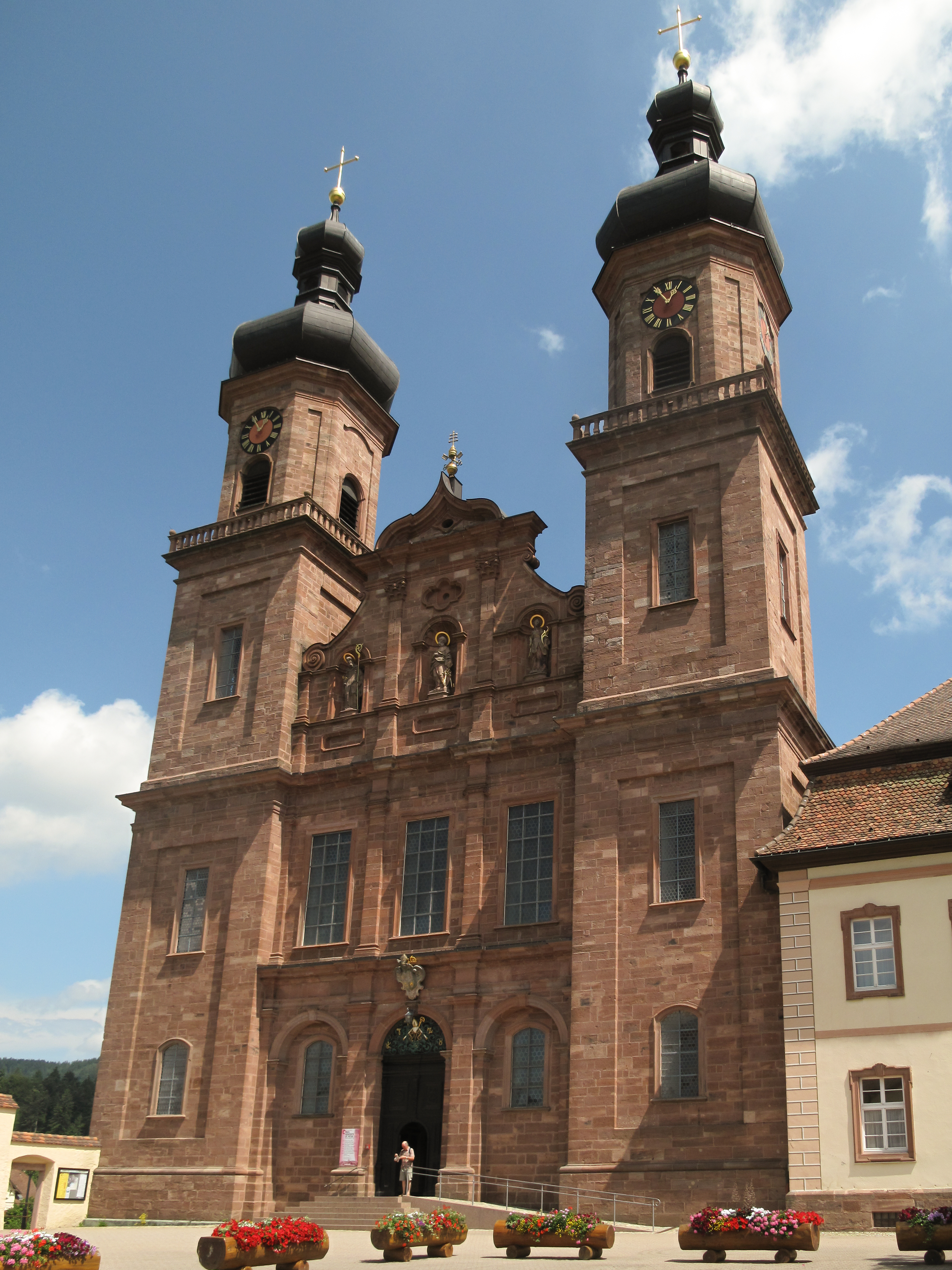
St. Peter, église: Klosterkirche Sankt Peter und Paul
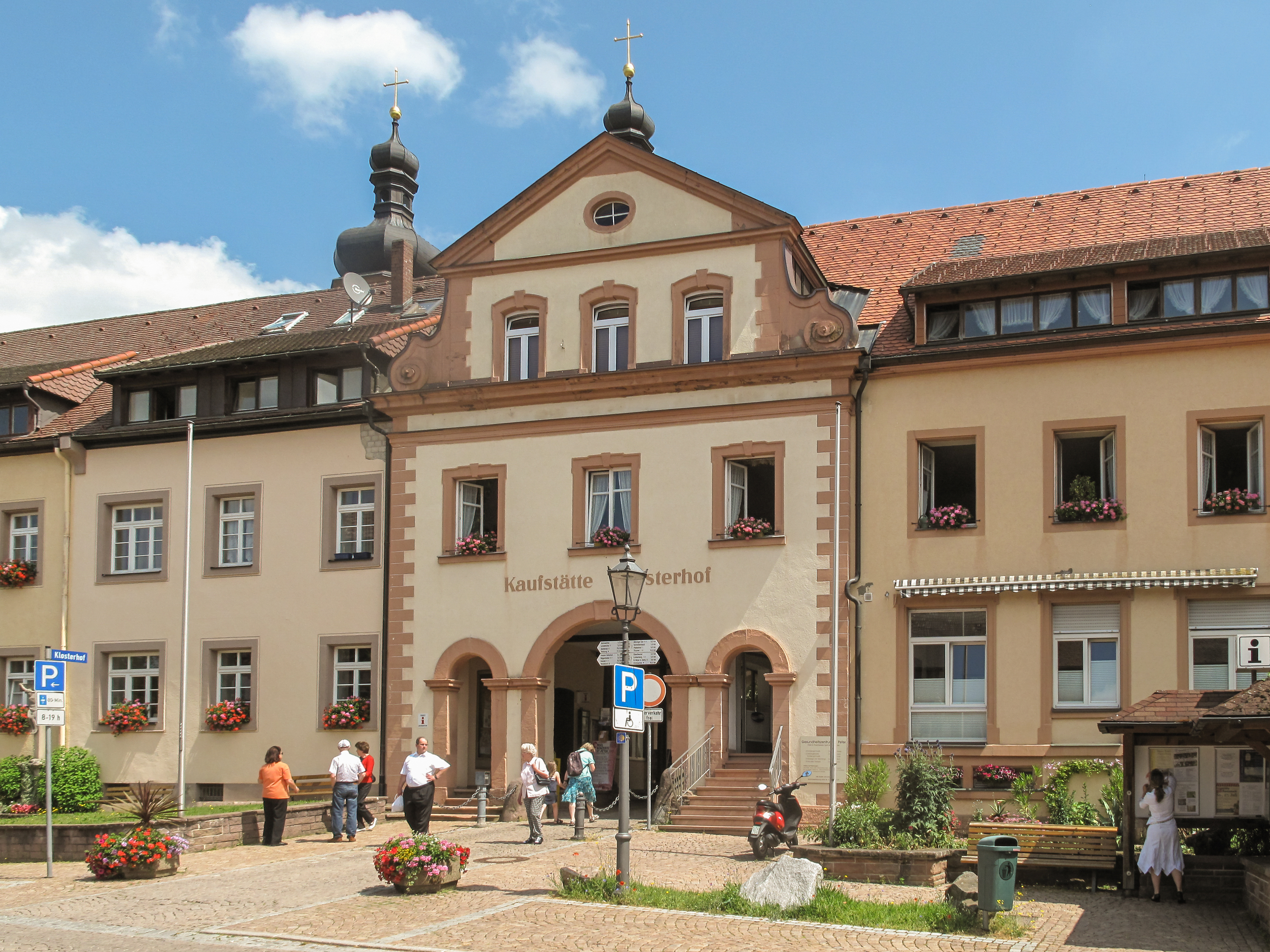
St. Peter, près de l'église: Kaufstätte Klosterhof
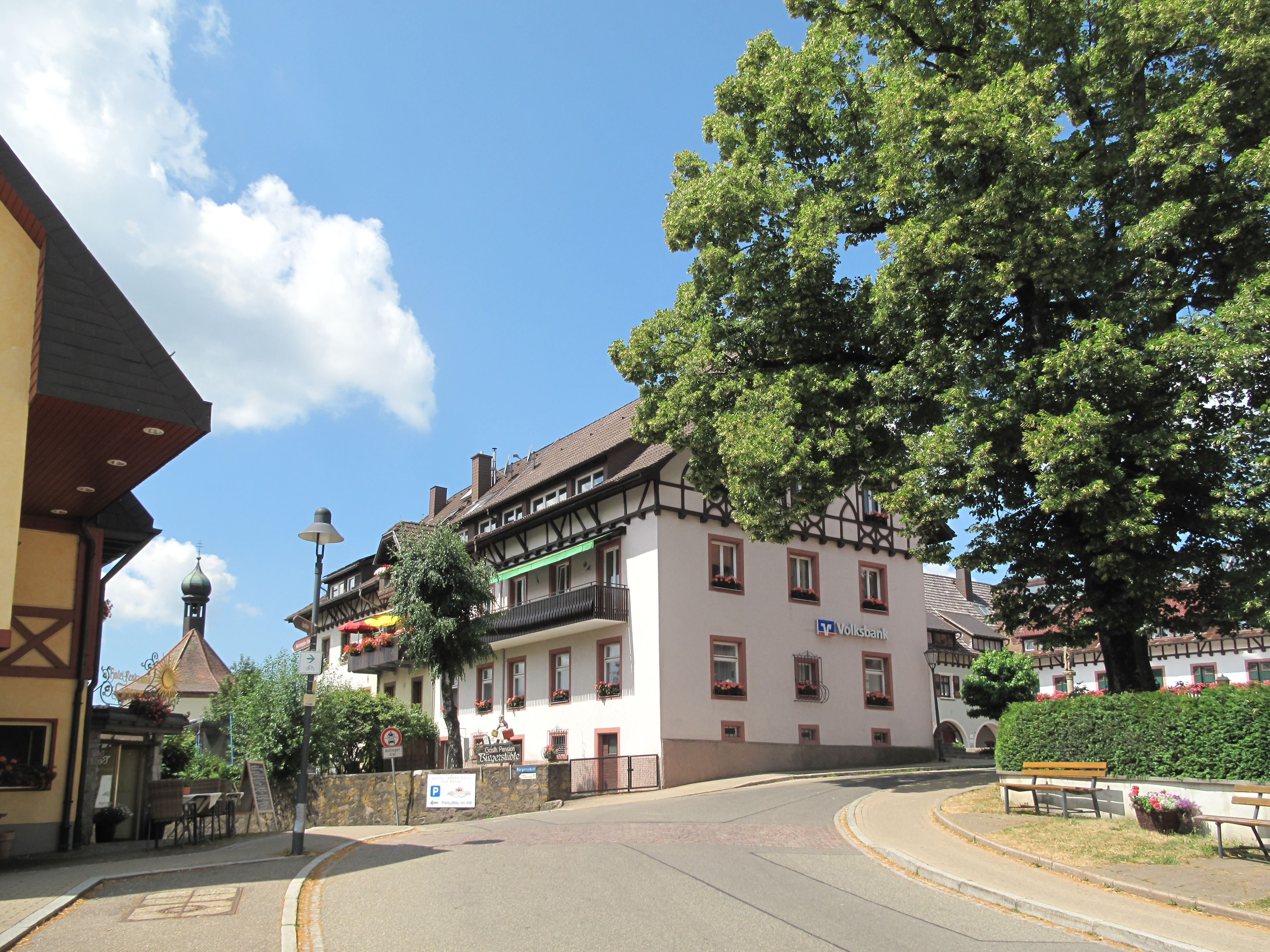
St. Peter, vue dans la rue: Zähringerstraße
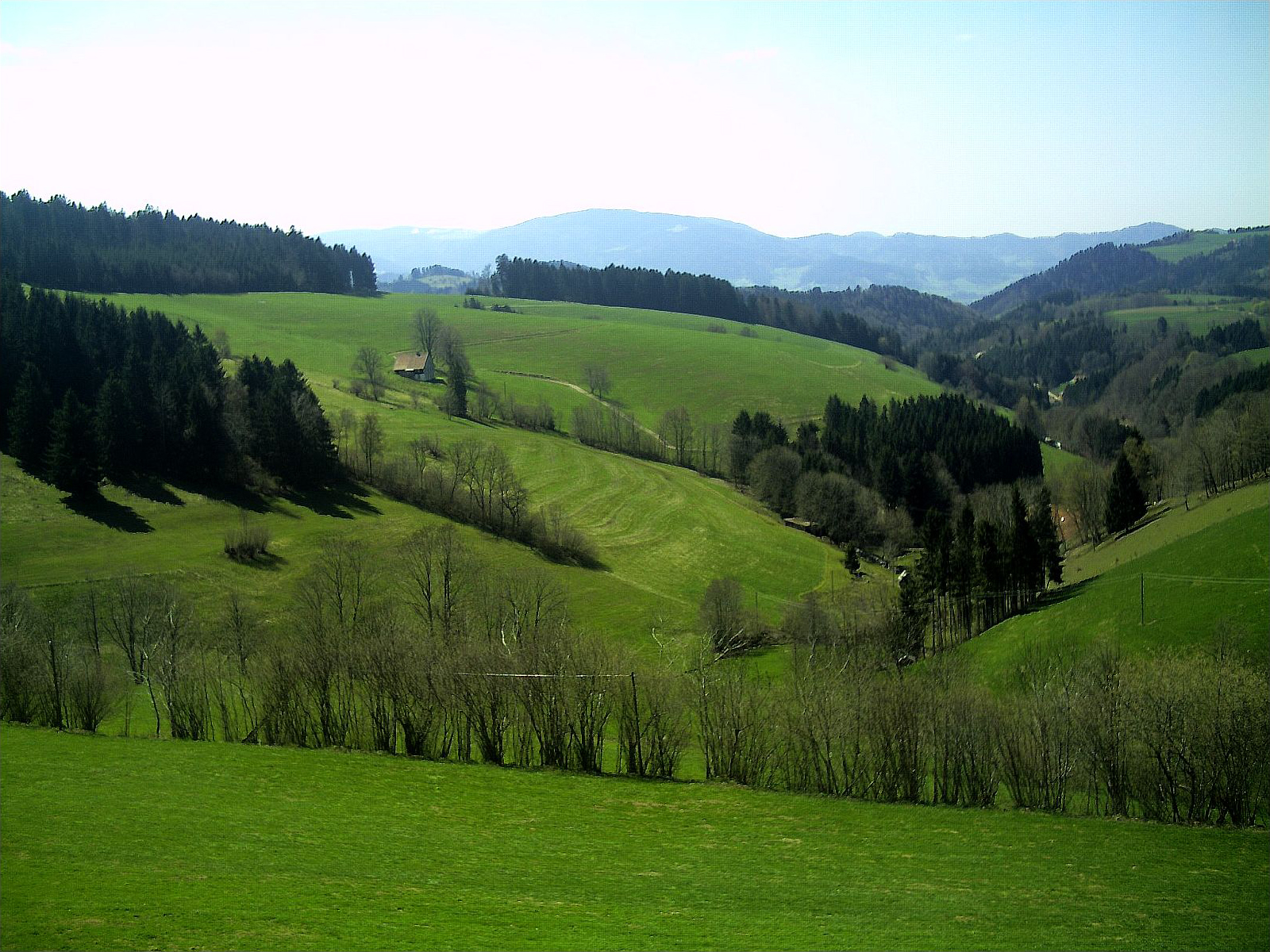
Entre St. Peter et St. Märgen, la vallée Oberibental

## Évolution démographique
| Année      | 1806 | 1871 | 1900 | 1925 | 1939 | 1950 | 1970 | 1989 | 2005 | 2010 | 2015 |
| ---------- | ---- | ---- | ---- | ---- | ---- | ---- | ---- | ---- | ---- | ---- | ---- |
| Population | 1480 | 1308 | 1383 | 1378 | 1426 | 1500 | 1792 | 2207 | 2508 | 2547 | 2583 |

## Jumelage
- Ebersmunster (France) depuis 1963[9]
- Schmölln-Putzkau (Allemagne) depuis 1990